# 461 Fifth Avenue
461 Fifth Avenue situado en la calle 40 de Nueva York, es un rascacielos de 28 plantas localizado en la zona cercana a la Grand Central Terminal en Midtown Manhattan. El edificio fue construido en 1988 por la promotora Mitsui Fudosan y desarrollado por Skidmore, Owings and Merrill.

## Historia
A finales del siglo XIX, 461 Fifth Avenue era la residencia de las Misses Furniss, que eran conocidas por organizar musicales y otro tipo de eventos sociales. Adquirieron la propiedad después de 1873.
Entre los años 1911 y 1915, la casa privada fue reemplazada por un edificio de oficinas de once pisos, que en 1945 fue renovado para convertirse en una tienda de Lane Bryant. En 1988, el edificio Lane Bryant fue demolido.
La estructura actual fue construida en 1988 por una promotora japonesa, usando un diseño de Raúl de Armas de la empresa Skidmore, Owings and Merrill. Un año después de su construcción, el edificio tenía una tasa de ocupación del noventa por ciento. Su éxito provocó un aumento de construcciones en el área de la Quinta Avenida. En 1992 fue arrendado completamente. La zona comercial de la primera planta fue ocupada por Pier 1 Imports hasta 2007, cuando fue vendida a Max Azria.
En 2003, el edificio fue vendido a su actual propietario Sl Green Realty Corp. por 62,3 millones de dólares.

## Arquitectura
El 461 Fifth Avenue es conocido por el uso de materiales modernos, creando una apariencia de acabado en piedra, así como por una fachada en la que destaca una base de diez pisos del siglo XIX y dieciocho plantas que reflejan una arquitectura posmoderna.
El exterior utiliza un acabado de hormigón pre-moldeado que imita la apariencia de la piedra caliza y tiene un tejado de mansarda de cobre similar al de otros edificios de la zona.